# 圣诞拉炮

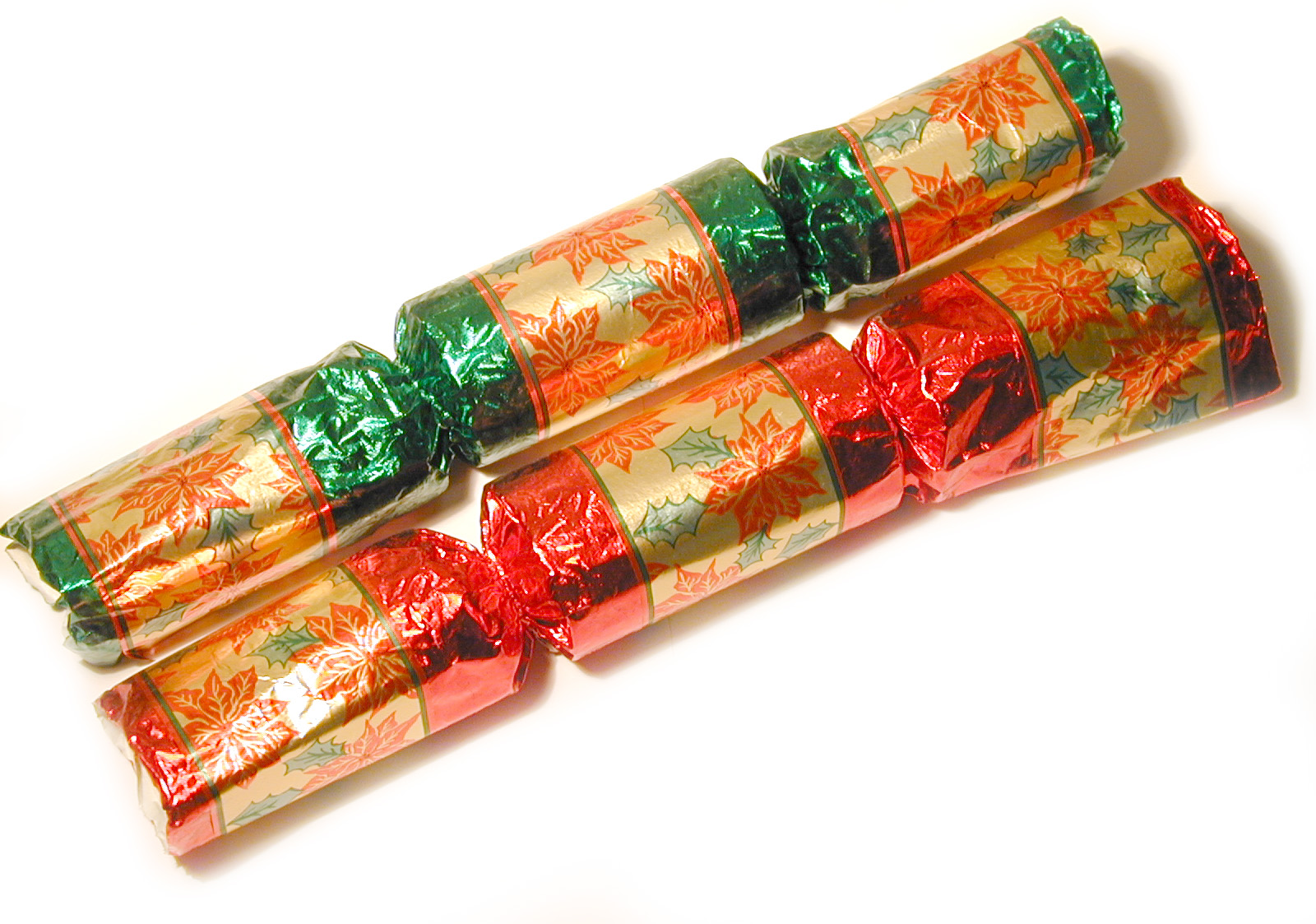
圣诞拉炮

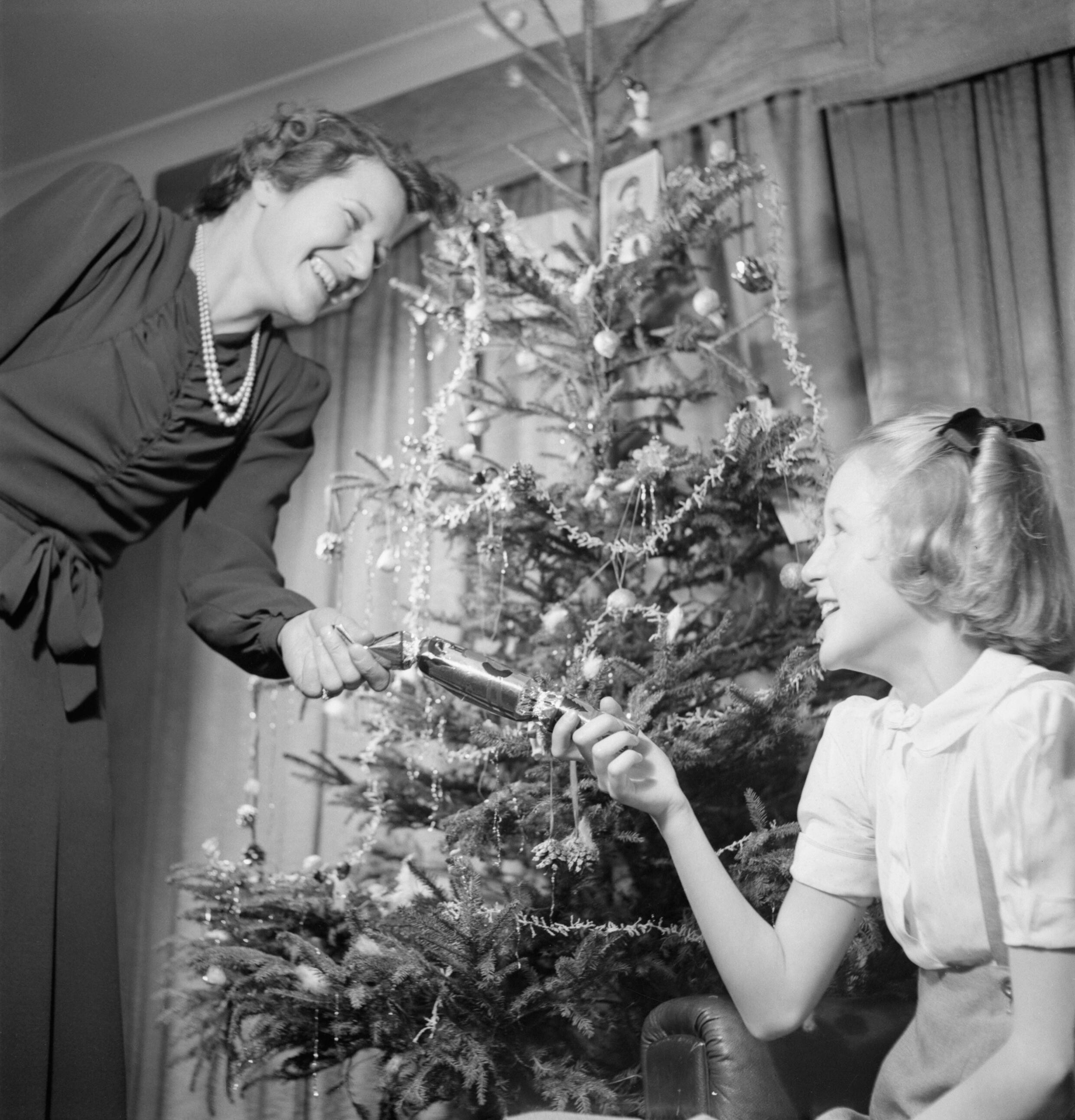
准备拉动圣诞拉炮的母女

聖誕拉炮（英語：Christmas cracker）是一种英國人於聖誕日使用的亮光彩色紙筒，在吃聖誕大餐前，他們會把這紙筒拉響，拉開時會發出輕微的爆炸聲。筒裏面往往裝有一件玩具、一朵紙帽以及一則笑話。

## 歷史
相传，圣诞拉炮的发明者是伦敦糖果商汤姆·史密斯（Tom Smith）。受传统的用纸包裹的法国棒棒糖启发，他在19世纪40年代末发明了圣诞拉炮。起初每只拉炮里会放格言或谜语，但直到史密斯想出法子让其在拉动包装纸的时候发出啪的一声（crack），圣诞拉炮的销量才开始飙升。

## 引用
1. ↑  .   [2018-04-23]. （原始内容存档于2018-04-23）.